# Aeroportul Cessnock
Aeroportul Cessnock (IATA: CES, ICAO: YCNK) este un aeroport din Cessnock⁠(d), City of Cessnock⁠(d), Noul Wales de Sud, Australia. A fost numit după Cessnock⁠(d).
Situat la o altitudine de 67 m, aeroportul dispune de o singură pistă. Este operat de City of Cessnock⁠(d).